# ارسلان اکشی

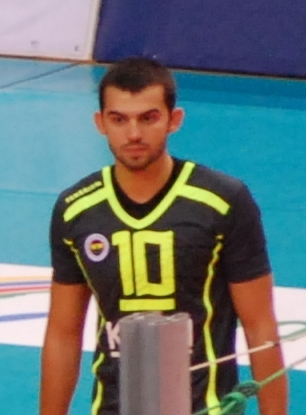
ارسلان اکشی - ۲۰۱۰

ارسلان اکشی (به انگلیسی: Arslan Ekşi) (متولد ۱۷ ژوئیه ۱۹۸۵ در استانبول) بازیکن والیبال ترکیه است. او ۱۹۹ سانتی‌متر قد دارد و در پاسور فعالیت می کند. او در حال حاضر در تیم فنرباغچه بازی می کند.
وی در سال ۲۰۲۵ از تیم ملی ترکیه خداحافظی کرد.